# Torpa landskommun, Östergötlands län
Torpa landskommun var en tidigare kommun i Östergötlands län. 

## Administrativ historik
Den inrättades i Torpa socken i Ydre härad i Östergötland när 1862 års kommunalförordningar trädde i kraft den 1 januari 1863. 1 maj 1880 utbröts ett område för att ingå i nybildade Blåviks landskommun.
Vid kommunreformen 1952 uppgick denna i Ydre landskommun som 1971 ombildades till Ydre kommun.

## Politik

### Mandatfördelning i valen 1942-1946
| 5 | 3 | 7 | 3 | 2 |

| 19 |

| 4 | 1 | 8 | 5 | 2 |

| 20 |